# Friederike Lienig
Friederike Lienig, geborene Berg (* 27. Novemberjul. / 8. Dezember 1790greg. in der Forstei Dubena; † 7. Juni 1855 in Dresden) war eine deutsch-baltische Lepidopterologin (Schmetterlingskundlerin).

## Leben
Die Oberförster-Tochter Friederike Berg erhielt Hausunterricht und heiratete am 18. August 1827 den Pastor in Kokenhusen Georg Friedrich Lienig († 1847). Als Witwe lebte sie zunächst in Halle (Saale), dann in Dresden.
Durch Selbststudium und Anleitung, vor allem von Philipp Christoph Zeller, wurde sie zu einer ausgezeichneten Kennerin der Schmetterlingsfauna in Livland und Kurland. Sie korrespondierte mit zahlreichen Entomologen in Deutschland und war ab 1836 Mitglied der Kurländische Gesellschaft für Literatur und Kunst in Mitau sowie des Entomologischen Vereins zu Stettin und der Gesellschaft Isis in Dresden. 
Nach Lienig sind vier Schmetterlingsarten benannt.

## Veröffentlichungen
- Systematisches Verzeichnis der Schmetterlinge Kur- u. Lievlands. In: Sendungen der Kurländische Gesellschaft für Literatur und Kunst Band 1, Nr. 14, Mitau 1839, S. 117–119.[2]
- mit Philipp Christoph Zeller: Lepidopterologische Fauna von Livland und Curland. In: Isis von Oken  1846, S. 175–302 (Digitalisat).